# 日本パワーボート協会
日本パワーボート協会（にほんパワーボートきょうかい、JAPAN POWER BOAT ASSOCIATION、略称：JPBA）は、パワーボートに関する様々な業務を取り扱う日本のスポーツ団体。任意団体で、国際モーターボート連盟に加盟している。主な事業として、2008年4月1日より国内で行われるパワーボートレースの公認を行っている。その他、アクアバイク（水上オートバイ）のレースの公認も行っている。

## 会員
パワーボートレーサーライセンス・審判員資格は会員以外取得出来ない。

## 大会
- 日本グランプリパワーボートレース
- 芦ノ湖グリーンカップモーターボートレース

## 公認競技場
- 芦ノ湖
- 常陸利根川